# Винстон Черчил
Винстон Леонард Спенсер Черчил (енгл. Sir Winston Leonard Spencer Churchill; Вудсток, 30. новембар 1874 — Лондон, 24. јануар 1965) био је британски државник, војник и политичар који је служио као премијер Уједињеног Краљевства у два мандата од 1940. до 1945. током Другог светског рата и од 1951. до 1955. године. Осим две године између 1922. и 1924, био је члан Парламента Уједињеног Краљевства од 1900. до 1964. године. Идеолошки присташа економског либерализма и империјализма, већи део своје каријере био је члан Конзервативне партије, коју је водио од 1940. до 1955. године. Био је члан Либералне партије од 1904. до 1924. године.
Мешаног енглеског и америчког порекла, Черчил је рођен у Оксфордширу у богатој аристократској породици Спенсер. Придружио се британској војсци 1895. године и видео акције у Британској Индији, Махдистички рат (такође познат као Англо-Судански рат) и Други бурски рат, касније је стекао славу као ратни дописник и писао књиге о својим кампањама. Изабран за конзервативног посланика 1900. године, пребегао је либералима 1904. године. У либералној влади Херберта Х. Асквита, Черчил је био председник Одбора за трговину и министар унутрашњих послова, заговарајући реформу затвора и социјално осигурање радника. Као први лорд Адмиралитета током Првог светског рата, надгледао је Галипољуску кампању, али, након што се она показала катастрофалном, деградиран је на канцелара Војводства Ланкастер. Дао је оставку у новембру 1915. и придружио се краљевским шкотским фузилијерима на Западном фронту на шест месеци. Године 1917. вратио се у владу под Дејвидом Лојдом Џорџом и сукцесивно служио као министар за муницију, државни секретар за рат, државни секретар за ваздухопловство и државни секретар за колоније, надгледајући Англо-ирски споразум и британску спољну политику на Блиском истоку. Након две године ван парламента, служио је као канцелар благајне у конзервативној влади Стенлија Болдвина, враћајући британску фунту 1925. на златни стандард на њеном предратном паритету, потез који се широко сматра стварањем дефлаторног притиска и депресијом британске економије.
Током две године ван Владе 1930-их, Черчил је преузео вођство у позивању на британско поновно наоружавање како би се супроставили растућој претњи милитаризма у нацистичкој Немачкој. По избијању Другог светског рата поново је именован за првог лорда Адмиралитета. У мају 1940. године постао је премијер, наследивши Невила Чемберлена. Черчил је формирао националну владу и надгледао британско учешће у савезничким ратним напорима против сила Осовине, што је резултирало победом 1945. године. Након пораза конзервативаца на општим изборима 1945. године постао је лидер опозиције. Почетком хладног рата са Совјетским Савезом, он је јавно упозорио на "гвоздену завесу" совјетског утицаја у Европи и промовисао европско јединство. Између премијерских мандата написао је неколико књига у којима је испричао своје искуство током Другог светског рата. Добио је Нобелову награду за књижевност 1953. године. Изгубио је изборе 1950, али се враћа на премијерску функцију 1951. године. Његов други мандат био је заокупљен спољним пословима, посебно англо-америчким односима и очувању онога што је остало од Британское империје у чијем саставу више није била Индија. На домаћем плану, његова влада је наглашавала изградњу кућа и завршила развој нуклеарног оружја (који је започео његов претходник). Због погоршаног здравственог стања, Черчил је 1955. поднео оставку на место премијера, остајући члан Парламента до 1964. године. Након његове смрти 1965. године приређена му је државна сахрана.
Широко сматран једним од најзначајнијих личности 20. века, Черчил је и даље популаран у Уједињеном Краљевству и остатку Англосфере, где се генерално посматра као победничким ратним лидером који је играо важну улогу у одбрани либералне демократије од ширења фашизма. Иако је био критикован због својих ставова о раси и империји, укључујући и неке његове ратне одлуке, историчари Черчила често рангирају као највећег премијера у британској историји.

## Рани живот: 1874-1904

### Детињство и школовање: 1874-1895
Черчил је рођен 30. новембра 1874. године у Бленхајм палати у Оксфордширу. По очевој страни био је члан британске аристократије, као директан потомак Џона Черчила, првог војводе од Мелбороа. Његов отац, лорд Рендолф Черчил, који је представљао Конзервативну партију, изабран је за члана парламента из Вудстока 1874. године. Његова мајка Џени била је кћерка америчког бизнисмена Леонарда Џерома.
Године 1876. Черчилов деда по оцу, Џон Спенсер-Черчил, 7. војвода од Мелбороа, именован је за вицекраља Ирске, тада још у саставу Уједињеног Краљевства. Рендолф је постао његов приватни секретар и породица се преселила у Даблин. Винстонов брат Џек рођен је тамо 1880. године. Током већег дела 1880-их, Рендолф и Џени су били практично отуђени, а о браћи је углавном бринула њихова дадиља Елизабет Еверест. Када је умрла 1895. године, Черчил је написао да је "била мој најдражи и најинтимнији пријатељ током читавих двадесет година колико сам живео".
Черчил је почео да похађа интернат Светог Ђорђа у Аскоту, Беркшир, са седам година, али је његово понашање било лоше. Године 1884. прешао је у школу Брунсвик у Хоуву, где се његов академски успех побољшао. Априла 1888, са 13 година, за длаку је положио пријемни испит за школу Хароу. Његов отац је желео да се припрема за војну каријеру, те су тако његове три последње године на Хароу биле у војној форми. Из трећег пута уписао се на Краљевски војни колеџ у Сандхурсту. Септембра 1893. године примљен је као кадет у коњицу. Његов отац је умро у јануару 1895. године, месец дана након што је Черчил дипломирао на Сандхурсту.

### Куба, Индија и Судан: 1895-1899
Фебруара 1895. Черчил постаје потпуковник у 4. Краљичином Хусарском пуку британске војске са седиштем у Олдершоту. Жељан да учествује у војним акцијама, искористио је утицај своје мајке како би био послан у ратну зону. У јесен 1895. он и његов тада подређени пријатељ Реџи Барнс су отишли на Кубу да посматрају рат за независност и укључили се у окршаје након што су се придружили шпанским трупама у покушају да потисну борце за независност. Черчил је слао извештаје о сукобу лондонском листу Дејли График. Отишао је у Њујорк и, задивљен Сједињеним Америчким Државама, писао својој мајци о томе "како су Американци изузетан народ!". Са Хусарима је у октобру 1896. отишао у Мумбај. Са седиштем у Бангалору, био је у Индији 19 месеци, посетио је Колкату три пута и придружио се експедицијама у Хајдерабаду и на северо-западној граници.
У Индији, Черчил је започео пројекат самообразовања, читајући низ аутора укључујући Платона, Едварда Гибона, Чарлса Дарвина и Томаса Бабингтона Маколаја. Књиге му је слала мајка, са којом се често дописивао док је био у иностранству. У једном писму из 1898. осврнуо се на своја верска уверења, рекавши: "Не прихватам хришћанско или било који други облик верског уверења". Черчил је крштен у Англиканског цркви, али је, како је касније испричао, прошао кроз жестоку антихришћанску фазу у младости, и како је одрастао постао је агностик. У другом писму једном од својих рођака, он је о религији говорио као о „укусном наркотику“ и изразио је предност протестантизму над католицизмом јер га је сматрао „корак ближе разуму“.
Заинтересован за британски парламентаризам, себе је прогласио „либералом по свему осим по имену“, додајући да никада не може подржати Либералну партију због њене подршке ирској аутономији. Уместо тога, он се удружио са торијевским демократским крилом Конзервативне партије и у посети кући одржао је свој први јавни говор за партијску организацију Примросе лигу у Клавертон Дауну, близу Бата. Мешајући реформистичку и конзервативну перспективу, подржао је промоцију секуларног, неконфесионалног образовања, док се противио женском праву гласа.
Черчил се добровољно придружио Малакандским снагама у њиховој кампањи против Мохманд побуњеника у долини Сват у северозападној Индији. Командант Биндон Блад га је прихватио под условом да буде распоређен као новинар. Вратио се у Бангалор у октобру 1897. и тамо је написао своју прву књигу о ратним искуствима која је добила позитивне критике. Написао је и своје једино романтично белетристично дело. Да би био потпуно заокупљен, Черчил је прихватио писање као оно што Рој Џенкинс назива својом „целом навиком“, посебно кроз политичку каријеру када је био ван функције. Писање је било његова главна заштита од понављајуће депресије, коју је називао својим „црним псом“.
Користећи своје контакте у Лондону, Черчил се повезао са војном кампањом генерала Херберта Киченера у Судану у саставу 21. ленсера, док је, поред тога, радио као новинар за часопис Морнинг пост. После борбе у бици код Омдурмана 2. септембра 1898. године, 21. лансери су повучени. У октобру се Черчил вратио у Енглеску и почео да пише Речни рат, извештај о кампањи који је објављен у новембру 1899. године. У то време је одлучио да напусти војску. Био је критичан према Киченеровим поступцима током рата, посебно према његовом немилосрдном третману непријатељских рањеника и његовом скрнављењу гробнице Мухамеда Ахмада у Омдурману.
Дана 2. децембра 1898, Черчил је кренуо у Индију да би решио своје војне послове и доставио своју оставку из 4. Краљичиних Хусара. Тамо је много времена проводио играјући поло, једини спорт са лоптом који га је икада занимао. Након што је напустио Хусаре, испловио је из Мумбаја 20. марта 1899, решен да започне каријеру у политици.

### Политика и Јужна Африка: 1899-1901
Тражећи посланичку каријеру, Черчил је говорио на састанцима конзервативаца и био је изабран као један од два парламентарна кандидата странке за ванредне изборе јуна 1899. у Олдаму, Ланкашир. Док је водио кампању у Олдаму, Черчил је себе називао „конзервативцем и торијевским демократом“. Иако су места у Олдаму раније држали конзервативци, резултат је била тесна победа либерала.
Предвиђајући избијање Другог бурског рата између Британије и Бурских република, Черчил је отпловио у Јужну Африку као новинар Морнинг поста. У октобру је отпутовао у зону сукоба у близини Ледисмита, коју су тада опколиле бурске трупе, пре него што је кренуо ка Коленсу. Након што је његов воз искочио из шина услед гранатирања од стране бурске артиљерије, ухваћен је као ратни заробљеник и интерниран у логор бурских заробљеника у Преторији. У децембру, Черчил је побегао из затвора тако што се укрцао у теретне возове и сакрио се у рудник. На крају је стигао на сигурно у португалској источној Африци. Његово бекство привукло је велики публицитет.
Јануара 1900. накратко се поново придружио војсци као поручник у јужноафричком пуку лаке коњице, придруживши се борби Редверса Булера да ублажи опсаду Ледисмита и заузме Преторију. Он и његов рођак, Чарлс Спенсер-Черчил, 9. војвода од Марлбороа, захтевали су и добили предају 52 чувара бурских логора. Током целог рата, он је јавно кудио антибурске предрасуде, позивајући да се према њима поступа са „великодушношћу и толеранцијом“, а после рата је подстицао Британце да буду великодушни у победи. У јулу, након што је дао оставку на чин поручника, вратио се у Британију. Његове депеше Морнинг поста су објављиване као књига.
Черчил је изнајмио стан у лондонском елитном делу Мејфер, користећи га наредних шест година. Поново се кандидовао као један од конзервативних кандидата у Олдаму на општим изборима у октобру 1900. године, те обезбедивши тесну победу постао је члан Парламента са 25 година. Истог месеца објавио је књигу о својим јужноафричким искуствима, која је постала фокус турнеје са предавањима у новембру кроз Британију, Америку и Канаду. У Америци, Черчил је упознао Марка Твена, председника Вилијама Макинлија и потпредседника Теодора Рузвелта, с којим се није добро слагао. Касније, у пролеће 1901. године, одржао је још предавања у Паризу, Мадриду и на Гибралтару.

### Конзервативни посланик: 1901-1904
У фебруару 1901. Черчил је заузео место у Дому комуна, где је његов први говор добио широку медијску покривеност. Повезао се са групом конзервативаца познатих као Хулиганс, групом која је била неповерљива према тадашњем лидеру конзервативаца Артуру Балфору, али је био критичан према конзервативној влади по разним питањима, посебно о повећању финансирања војске. Сматрао је да додатни војни издаци треба да иду за морнарицу. Ово је узнемирило парламентарну "предњу клупу" конзервативаца, али су га подржали либерали, са којима се све више дружио, посебно либерални империјалисти попут Херберта Хенрија Асквита. У том контексту, Черчил је касније писао да је „постојано кретао улево“ парламентарне политике. Приватно је разматрао „постепено стварање еволуционим процесом демократског и прогресивног крила у Конзервативној партију“, или креирање алтернативне „Централне партије“ како би се ујединили конзервативци и либерали.
До 1903. дошло је до стварне поделе између Черчила и конзервативаца, углавном зато што се противио њиховом промовисању економског протекционизма. Черчил је осећао да ће га анимозитет многих чланова странке спречити да добије место у кабинету под конзервативном владом. Либерална партија је тада привлачила све већу подршку, тако да је на његов пребег 1904. можда такође утицала лична амбиција. Са либералима је све више гласао против владе. На пример, противио се повећању војних расхода; подржао је предлог закона либерала о враћању законских права синдикатима; и противио се увођењу царина на робу увезену у Британску империју, описујући себе као " трезвеног поштовалаца“ принципа слободне трговине. Влада Артура Балфора објавила је протекционистичко законодавство у октобру 1903. године. Два месеца касније, огорчени Черчиловом критиком владе, Конзервативна асоцијација Олдама га је обавестила да неће подржати његову кандидатуру на следећим општим изборима.
Маја 1904. Черчил се супротставио владином предлогу закона о странцима, осмишљеном да обузда миграцију Јевреја у Британију. Он је навео да ће се предлог закона „апеловати на острвске предрасуде према странцима, на расне предрасуде према Јеврејима и на радничке предрасуде против конкуренције” и изразио се у корист „старе толерантне и великодушне праксе слободног уласка и азила до које се ова земља тако дуго придржавала и од чега је толико много добила“. Дана 31. маја 1904. променио је страну, пребегавши од конзервативаца да би седео као члан Либералне партије у Дому комуна.

## Либерални посланик: 1904-1908
Као либерал, Черчил је напао политику владе и стекао репутацију радикала под утицајима Џона Морлија и Дејвида Лојда Џорџа. У децембру 1905. Балфор је поднео оставку на место премијера, а краљ Едвард VIII је позвао либералног лидера Хенрија Кембел-Банермана да заузме његово место. У нади да ће обезбедити радну већину у Дому комуна, Кембел-Банерман је расписао опште изборе у јануару 1906. године, на којима су победили либерали. Черчил је освојио посланичко место у северо-западном Манчестеру. Истог месеца је објавио биографију свога оца и добио аванс од 8.000 фунти. Генерално је добро примљен. У то време је објављена и прва биографија самог Черчила, коју је написао либерал Александар Мекалум Скот.
У новој влади, Черчил је постао подсекретар за колонијалну канцеларију, нижу министарску позицију коју је тражио. Радио је испод државног секретара за колоније, Виктора Бруса, 9. грофа од Елгина, и узео је Едварда Марша за свог секретара, који ће остати Черчилов секретар 25 година. Черчилов први задатак био је помагање у изради устава за колонију Трансвал, и помогао је у надгледању формирања владе у колонији Река Орање. Бавећи се јужном Африком, настојао је да обезбеди равноправност између Британаца и Бура. Такође је најавио постепено укидање употребе кинеских плаћених радника у Јужној Африци; он и влада су одлучили да би изненадна забрана изазвала превише узнемиравања у колонији и да би могла оштетити економију. Изразио је забринутост због односа између европских досељеника и црног афричког становништва. Након што је народ Зулу покренуо своју Бамбата побуну у колонији Натал, Черчил се жалио на „одвратно касапљење домородаца“ од стране Европљана.

## Члан Асквитове владе: 1908-1915

### Председник Одбора за трговину: 1908-1910
Асквит је 8. априла 1908. наследио смртно болесног премијера Кембел-Банермана, а четири дана касније Черчил је именован за председника Одбора за трговину, наследивши Лојда Џорџа који је постао канцелар финансија. Са 33 године, Черчил је био најмлађи члан Кабинета од 1866. године. Новоименовани министри кабинета били су законски обавезни да траже реизбор на допунским изборима и 24. априла Черчил је изгубио допунске изборе на северо-западу Манчестера од конзервативног кандидата за 429 гласова. Либерали су га 9. маја кандидовали у безбедној изборној јединици у Дандију, где је однио победу.
У приватном животу Черчил се верио са Клементин Хозиер. Венчали су се 12. септембра 1908. у Цркви Свете Маргарите у Вестминстеру и провели медени месец у Бавену, Венецији, и замку Вевержи у Моравској. Живели су на тргу Еклстон број 33 у Лондону, а њихова прва кћерка Дајана рођена је у јулу 1909. године. Черчил и Клементина су били у браку преко 55 година, све до његове смрти. Успех његовог брака био је важан за Черчилову каријеру јер му је Клементинина непрекидна наклоност обезбедила сигуран и срећан приватни живот.
Један од првих Черчилових задатака као председника Одбора био је да арбитрира у индустријском спору између бродских радника и послодаваца на реци Тајн. Након тога је основао Стални арбитражни суд за решавање будућих индустријских спорова, успостављајући репутацију миритеља. У кабинету је радио са Лојдом Џорџом на заговарању друштвених реформи. Промовисао је оно што је назвао „мрежом државне интервенције и регулације“ по немачком моделу.
Настављајући рад Лојда Џорџа, Черчил је представио Закон о осмочасовном радном времену рудара, који је законски забрањивао рударима да раде више од осмочасовног радног дана. Године 1909. увео је Закон о трговинским одборима, стварајући трговинске одборе који би могли да гоне послодавце који су израбљивали раднике. Усвојен великом већином, успоставио је принцип минималне зараде и право радника на паузе за оброк. У мају 1909. године предложио је Предлог закона о бироу рада, да се успостави преко 200 бироа рада преко којих би се незапосленима помагало у проналажењу запослења. Такође је промовисао идеју о шеми осигурања за случај незапослености, коју би делимично финансирала држава.
Да би обезбедили финансирање својих реформи, Лојд Џорџ и Черчил су осудили политику поморске експанзије Реџиналда Мекена, одбијајући да верују да је рат са Немачком неизбежан. Као канцелар, Лојд Џорџ је 29. априла 1909. представио свој „Народни буџет“, назвавши га ратним буџетом за елиминисање сиромаштва. Са Черчилом као најближим савезником, Лојд Џорџ је предложио порезе без преседана за богате да би финансирао либералне социјалне програме. На буџет су уложили вето конзервативци који су доминирали у Дому лордова. Черчил је постао председник Буџетске лиге и упозорио је да би опструкција више класе могла да наљути британску радничку класу и да доведе до класног рата. Влада је расписала опште изборе у јануару 1910, који су резултирали тесном победом либерала. Черчил је задржао своје место у Дандију. Након избора, предложио је укидање Дома лордова у меморандуму владе, предлажући да га наследи или једнодомни систем или нови, мањи други дом који није имао уграђену предност за конзервативце. У априлу су лордови попустили и "Народни буџет" је усвојен. Черчил је наставио да води кампању против Дома лордова и потпомагао је усвајање Закона о Парламенту из 1911. који је смањио и ограничио његова овлашћења.

### Министар унутрашњих послова: 1910-1911
У фебруару 1910. Черчил је унапређен у министра унутрашњих послова, дoбијајући контролу над полицијом и затворским службама. Спровео је програм реформе затвора. Мере су укључивале разлику између кривичних и политичких затвореника, уз ублажавање затворских правила за политичке. Постојале су образовне иновације као што је оснивање библиотека за затворенике, и захтев да сваки затвор организује забаву четири пута годишње. Правила о самици су донекле ублажена, а Черчил је предложио укидање аутоматског затварања за оне који нису платили казне. Укинут је затвор за лица узраста од 16 до 21 године осим за најтежа кривична дела.
Једно од главних домаћих питања у Британији било је право гласа жена. Черчил је подржавао давање гласа женама, али би подржао предлог закона у том смислу само ако би имао већинску подршку (мушког) бирачког тела. Његово предложено решење је био референдум о овом питању, али то није наишло на наклоност Асквита и право гласа жена је остало нерешено до 1918. године. Борци за право гласа жена су веровале да је Черчил посвећени противник права гласа жена.  У новембру 1910. борац за право гласа жена Хју Френклин напао је Черчила бичем. Френклин је ухапшен и затворен шест недеља.
У новембру 1910. Черчил је морао да се избори са немирима у Тонипандију, у којима су рудари угља у долини Ронда насилно протестовали због својих радних услова. Главни полицајац Гламоргана затражио је од војника да помогну полицији да угуши нереде. Черчил, сазнавши да трупе већ путују, дозволио им је да иду чак до Свиндона и Кардифа, али је блокирао њихово распоређивање. Био је забринут да би употреба трупа могла довести до крвопролића. Уместо тога, послао је 270 лондонских полицајаца, који нису били опремљени ватреним оружјем, да помогну својим колегама из Велса. Како су се немири настављали, демонстрантима је понудио разговор са главним владиним индустријским арбитром, што су они прихватили. Приватно, Черчил је сматрао и власнике рудника и рударе који штрајкују као „веома неразумне“. Тајмс и други медији оптужили су га да је превише благ према изгредницима; насупрот томе, многи у Лабуристичкој партији, која је била повезана са синдикатима, сматрали су га превише грубим. Као последица овог последњег, Черчил је навукао дугорочну сумњу радничког покрета.
Асквит је расписао опште изборе у децембру 1910. и либерали су поново изабрани са Черчиловом победом у Дандију. У јануару 1911. Черчил се укључио у опсаду улице Сиднеј; три летонска провалника су убила неколико полицајаца и сакрила се у кућу у источном делу Лондона, коју је полиција опколила. Черчил је стајао уз полицију иако није руководио њиховом операцијом. Након што се кућа запалила, рекао је ватрогасцима да не улазе у кућу због претње коју су представљали наоружани људи. Након тога, двојица провалника су пронађена мртва. Иако се суочио са критикама због своје одлуке, он је изјавио да је „мислио да је боље да пусти кућу да изгори, него да изгуби добре британске животе у спасавању тих свирепих хуља“.
У марту 1911. Черчил је у Парламент увео друго читање закона о руднику угља. Када је усвојен, наметнуо је строже безбедносне стандарде у рудницима угља. Такође је формулисао Предлог закона о продавницама за побољшање услова рада радника у радњама; суочио се са противљењем власника радњи и закон је усвојен у много блажем облику. У априлу, Лојд Џорџ је увео први закон о здравственом осигурању и осигурању од незапослености, Закон о националном осигурању из 1911. године, чији је нацрт сачинио Черчил. У мају је Клементина родила њихово друго дете, сина Рендолфа, названог по Черчиловом оцу. Као одговор на ескалацију грађанских сукоба 1911. године, Черчил је послао трупе у Ливерпул да угуше бродаре који су протестовали и окупио се против националног штрајка железница.
Током Друге мароканске кризе у априлу 1911, када је постојала претња рата између Француске и Немачке, Черчил је предложио савез са Француском и Русијом како би се заштитила независност Белгије, Данске и Холандије како би се супротставио могућем немачком експанзионизму. Друга мароканска криза је имала дубок утицај на Черчила и он је променио своје ставове о потреби за поморском експанзијом.

### Први лорд Адмиралитета: 1911-1915
Октобра 1911. Асквит је именовао Черчила за првог лорда Адмиралитета, и он је преузео службену резиденцију у Адмиралитетској кући. Створио је морнарички ратни штаб и, током наредне две и по године, фокусирао се на поморску припрему, посећивао поморске станице и бродоградилишта, настојећи да побољша морал и проучавао развој немачке морнарице. Након што је немачка влада усвојила закон о поморству из 1912. за повећање производње ратних бродова, Черчил је обећао да ће Британија учинити исто и да ће за сваки нови војни брод који су Немци изградити, Британија изградити два. Позвао је Немачку да се ангажује у међусобној деескалацији пројеката изградње морнарице, али је то одбила.
Черчил се залагао за веће плате и веће могућности за рекреацију за морнаричко особље, повећање изградње подморница, и обновљен фокус на Краљевску морнаричку ваздушну службу, охрабрујући их да експериментишу како би се авиони могли користити за војне сврхе. Он је сковао термин „хидроавион“ и наредио да се конструише 100 авиона. Неки либерали су се противили његовим нивоима поморских трошкова. Децембра 1913. запретио је оставком ако његов предлог за четири нова војна брода буде одбијен. У јуну 1914. убедио је Дом комуна да одобри владину куповину 51 посто удела у профиту нафте коју производи Англо-персијска нафтна компанија, како би се обезбедио стални приступ нафти за Краљевску морнарицу.
Централно питање у Британији у то време била је ирска аутономија, а 1912. Асквитова влада је представила закон о државној управи. Черчил га је подржао и позвао унионисте да га прихвате јер се противио подели Ирске. Што се тиче могућности поделе Ирске, Черчил је изјавио: „Шта год да је право унитариста, оно не може стати на пут целовитости Ирске. Пола провинције не може наметнути трајни вето на нацију. Пола провинције не може да стоји на путу целовитости Ирске. Заувек ометају помирење између британске и ирске демократије“. Говорећи у Дому комуна 16. фебруара 1922, Черчил је рекао: „Оно што Ирци широм света највише желе није непријатељство према овој земљи, већ њихово јединство“. Касније, након одлуке кабинета, појачао је присуство морнарице у Ирској како би се изборио са било којим унионистичким устанком. Тражећи компромис, Черчил је предложио да Ирска остане део федералног Уједињеног Краљевства, али је то разбеснело либерале и ирске националисте.
Као први лорд Адмиралитета, Черчил је имао задатак да надгледа поморске напоре Британије када је Први светски рат почео у августу 1914. године. Истог месеца, морнарица је превезла 120.000 британских војника у Француску и започела блокаду немачких лука у Северном мору. Черчил је послао подморнице у Балтичко море да помогну руској морнарици и послао је Бригаду маринаца у Остенде, приморавајући немачке трупе на прераспоређивање. У септембру је Черчил преузео пуну одговорност за британску ваздушну одбрану. Дана 7. октобра, Клементина је родила њихово треће дете, Сару. У октобру је Черчил посетио Антверпен да би посматрао одбрану Белгије од Немаца у опсади и обећао британско појачање за град. Међутим, убрзо након тога Антверпен је пао у Немачке руке и Черчил је критикован у штампи. Он је тврдио да су његове акције пружиле продужени отпор и омогућиле савезницима да обезбеде Кале и Денкерк. У новембру, Асквит је сазвао Ратни савет, који се састоји од њега, Лојда Џорџа, Едварда Греја, Киченера и Черчила. Черчил је развој тенка поставио на прави пут и финансирао његово стварање средствима Адмиралитета.
Черчил је био заинтересован за блискоисточно бојиште и желео је да ублажи турски притисак на Русе на Кавказу извођењем напада на Турску на Дарданелима. Надао се да би, ако успе, Британци чак могли да заузму и Константинопољ. Марта 1915. дато је одобрење и англо-француска оперативна група је покушала поморско бомбардовање турске одбране у Дарданелима. У априлу су Медитеранске експедиционе снаге, укључујући Аустралијски и новозеландски армијски корпус, започеле Галипољску кампању. Обе кампање су пропале и многи посланици, посебно конзервативци, сматрали су Черчила лично одговорним.
У мају је Асквит пристао под парламентарним притиском да формира коалициону владу свих партија, али је један услов за улазак конзервативаца био да Черчил мора да буде уклоњен из Адмиралитета. Черчил је морао прихвати деградацију и постао канцелар Војводства Ланкастер.

## Војна служба: 1915-1916
Дана 25. новембра 1915. Черчил је поднео оставку у влади, иако је остао посланик. Асквит је одбио његов захтев да буде именован за генералног гувернера Британске источне Африке.
Черчил је одлучио да се врати у активну службу у војсци и придружен је 2. гренадирској гарди, на Западном фронту. Јануара 1916. је привремено унапређен у потпуковника и добио је команду над 6. батаљоном Краљевских шкотских стрељачких снага. Након периода обуке, батаљон је пребачен на белгијски фронт код Плоегстерта. Више од три месеца суочавали су се са континуираним гранатирањем, иако није било немачке офанзиве. Черчил је за длаку избегао смрт када је, током посете његовог рођака, штабног официра, велики комад шрапнела пао између њих. У мају је 6. батаљон Краљевских шкотских стрељачких снага припојен 15. дивизији. Черчил није тражио нову команду, већ је обезбедио дозволу да напусти активну службу. Његово привремено унапређење завршено је 16. маја 1916, када се вратио у чин мајора.
Још у Дому комуна, Черчил је говорио о ратним питањима, позивајући да се регрутација прошири на Ирце, веће признање храбрости војника и увођење челичних шлемова за трупе. Био је фрустриран што је био ван функције, али је више пута био окривљиван за Галипоље, углавном од стране проконзервативне штампе. Черчил је аргументовао свој случај пред Комисијом за Дарданеле, чији објављени извештај није њега лично окривио за неуспех кампање.

## Члан Лојд Џорџове владе: 1916-1922

### Министар за муницију: 1917-1919
Октобра 1916. Асквит је поднео оставку на месту премијера и наследио га је Лојд Џорџ који је у мају 1917. послао Черчила да прегледа француске ратне напоре. У јулу је Черчил именован за министра за муницију. Брзо је преговарао о прекиду штрајка у фабрикама муниције дуж реке Клајд и повећао производњу муниције. У свом писму колегама из кабинета из октобра 1917. написао је план напада за следећу годину који ће донети коначну победу савезницима. Други штрајк је завршио у јуну 1918. претњом да ће штрајкаче регрутовати у војску. Черчил је у Дому комуна гласао у прилог Закону о представљању народа из 1918. године, који је неким Британкама дао право гласа. У новембру 1918. године, четири дана након примирја, рођено је Черчилово четврто дете, Мариголд.

### Државни секретар за рат и ваздухопловство: 1919-1921
Пошто је рат завршен, Лојд Џорџ је расписао опште изборе 1918. године. Током предизборне кампање, Черчил је позивао на национализацију железница, контролу монопола, пореску реформу и стварање Лиге народа како би се спречили будући ратови. Он је враћен као посланик у Дандију и, иако су конзервативци освојили већину, Лојд Џорџ је задржан као премијер. У јануару 1919. Лојд Џорџ је преместио Черчила у Ратну канцеларију као државног секретара за рат и државног секретара за ваздухопловство.
Черчил је био одговоран за демобилизацију британске војске, иако је убедио Лојда Џорџа да задржи милион људи регрутованих за британску војску на Рајни. Черчил је био једна од ретких владиних личности која се противила оштрим мерама против поражене Немачке, и упозорио је на демобилизацију немачке војске, упозоравајући да би она могла бити потребна као бедем против претњи новооснованог Совјетског Савеза. Био је отворени противник нове владе Комунистичке партије Владимира Лењина у Русији. У почетку је подржавао коришћење британских трупа за помоћ антикомунистичким Белом покрету у Руском грађанском рату, али је убрзо препознао жељу Британаца да их врате кући.
У Ирском рату за независност, подржао је употребу паравојне јединице Black and Tans за борбу против ирских револуционара. Након што су се британске трупе у Ираку сукобиле са курдским побуњеницима, Черчил је овластио две ескадриле у тој области, предлажући да буду опремљене „отровним гасом“ који ће се користити за „наношење казне непослушним домороцима без наношења тешких повреда“, иако то никада није било спроведено. Постоји дебата о томе да ли би то укључивало иперит или сузавац. У ширем смислу, он је окупацију Ирака видео као одлив Британије и предложио је, безуспешно, да влада врати контролу над централним и северним Ираком Турској.

### Државни секретар за колоније: 1921-1922
Черчил је постао државни секретар за колоније у фебруару 1921. године. Следећег месеца одржана је прва изложба његових слика; одржана је у Паризу, а Черчил је излагао под псеудонимом. У мају му је умрла мајка, а затим у августу његова двогодишња ћерка Мариголд која је умрла од септикемије. Мариголдова смрт је уништила њене родитеље и Черчила је та трагедија прогањала до краја живота.
Черчил је био укључен у преговоре са лидерима Шин Фејна и помогао је у изради Англо-ирског споразума. На другим местима, био је одговоран за смањење трошкова окупације Блиског истока, и био је укључен у довођење на власт Фејсала I од Ирака и његовог брата Абдулаха I од Јордана. Черчил је отпутовао у Мандатарну Палестину где је, као присталица ционизма, одбио арапску палестинску петицију да се забрани миграција Јевреја у Палестину. Дозволио је нека привремена ограничења након нереда у Јафи 1921. године.
У септембру 1922. избила је криза у Чанаку када су турске снаге запретиле да ће заузети неутралну зону Дарданела, коју је контролисала британска војска са седиштем у Чанаку (сада Чанакале). Черчил и Лојд Џорџ су се залагали за војни отпор сваком турском напредовању, али се конзервативна већина у коалиционој влади томе противила. Уследио је политички дебакл који је резултирао повлачењем конзервативаца из владе, што је убрзало опште изборе у новембру 1922. године.
Такође у септембру, Черчилово пето и последње дете, Мери, рођено је, а истог месеца је купио Чартвел у Кенту, који је постао његов породични дом до краја његовог живота. Октобра 1922. оперисан је од упала слепог црева. Док је био у болници, Лојд Џорџова коалиција је распуштена. На општим изборима, Черчил је изгубио место у Дандију. Касније је писао да је „без канцеларије, без функције, без странке и без додатка“.

## Ван Парламента: 1922-1924
Черчил је већи део наредних шест месеци провео у близини Кане, где се посветио сликању и писању својих мемоара. Написао је аутобиографску историју рата, Светска криза. Први том је објављен у априлу 1923, а остали у наредних десет година.
Након што су расписани општи избори 1923. године, седам либералних удружења затражило је од Черчила да се кандидује као њихов кандидат, а он је изабрао западни Лестер, али није изабран. Лабуристичка влада на челу са Ремзијем Мекдоналдом преузела је власт. Черчил се надао да ће бити поражени од конзервативно-либералне коалиције. Он се оштро противио одлуци владе Мекдоналда да позајми новац Совјетском Савезу и плашио се потписивања Англо-совјетског уговора.
Дана 19. марта 1924, отуђен либералном подршком лабуристима, Черчил се кандидовао као независни антисоцијалистички кандидат на допунским изборима, али је поражен. У мају се обратио на састанку конзервативаца у Ливерпулу и изјавио да Либералној партији више нема места у британској политици. Рекао је да либерали морају подржати конзервативце да зауставе лабуристе и обезбеде „успешан пораз социјализма“. У јулу се договорио са лидером конзервативаца Стенлијем Болдвином да буде изабран за кандидата конзервативаца на следећим општим изборима, који су одржани 29. октобра. Черчил се кандидовао у изборној јединици Епинг. Конзервативци су победили, а Болдвин је формирао нову владу. Иако Черчил није имао никакво искуство у финансијама или економији, Болдвин га је именовао за канцелара благајне.

## Канцелар благајне: 1924-1929
Поставши канцелар 6. новембра 1924, Черчил се званично поново придружио Конзервативној странци. Као канцелар, намеравао је да следи принципе слободне трговине. У априлу 1925, он је контроверзно, иако невољно, вратио златни стандард у свом првом буџету на паритету из 1914. против савета неких водећих економиста, укључујући Џона Мејнарда Кејнса. Сматра се да је повратак злату изазвао дефлацију и резултирајући незапосленост са разорним утицајем на индустрију угља. Черчил је представио пет буџета до априла 1929. године. Међу његовим мерама било је смањење старосне границе за државну пензију са 70 на 65 година, хитно обезбеђивање удовичких пензија, смањење војних издатака, смањење пореза на доходак и наметање пореза на луксузне предмете.
Током генералног штрајка 1926. Черчил је уређивао Британску газету, владине пропагандне новине против штрајка. По окончању штрајка, деловао је као посредник између рудара који штрајкују и њихових послодаваца. Касније је позвао на увођење правно обавезујуће минималне зараде. У говору у Дому комуна 1926. Черчил је јасно изразио свој јединствени став по питању ирског јединства. Он је изјавио да Ирска треба да буде уједињена унутар себе, али и „уједињена са Британском империјом“. Почетком 1927. Черчил је посетио Рим где је срео Мусолинија, кога је хвалио због његовог става против лењинизма.

## Између два рата
Конзервативна влада је поражена на општим изборима 1929. године. Током следеће две године Черчил се разишао са руководством Конзервативне странке по питањима заштитног опорезивања и индијске самоуправе. Када је Рамзи Макдоналд формирао Националну владу 1931. године Черчил није позван да у њој учествује. У том тренутку нашао се на најнижој тачки у својој дотадашњој политичкој каријери. У овом периоду углавном се бавио писањем и јавним иступима у којима се жестоко противио идеји о независности Индије.
Убрзо затим његову пажњу привукао је брзи успон на власт Адолфа Хитлера у Немачкој праћен поновним наоружавањем Немачке. Почетком тридесетих година 20. века био је један од ретких политичара који је био свестан опасности коју Хитлер представља због чега је инсистирао на јачању британске одбрамбене моћи и спровођењу агресивније спољне политике. Био је један од најжешћих критичара помирљивог става који је Невил Чемберлен заузео у односу на Адолфа Хитлера. У исто време пружио је свестрану подршку краљу Едварду VIII током абдикационе кризе што је изазвало шпекулације у јавности да му је заузврат понуђено да буде премијер уколико би краљ одбио да прихвати Болдвинов савет што би довело до распуштања владе. Ипак, до тога није дошло и Черчил се нашао у политичком запећку.

## Черчил као ратни премијер
По избијању Другог светског рата Черчил је постављен за Првог лорда Адмиралитета. На овој позицији био је један од најангажованијих британских министара током тзв. „Лажног рата“ у којем су се зараћене стране углавном сукобљавале на мору. Као Први лорд Адмиралитета организовао је напад на немачке снаге у Норвешкој.
Черчил је упркос проглашеној неутралности Норвешке заговарао превентивну окупацију норвешке луке Нарвик која је била кључна за транспорт гвоздене руде ископане у рудницима Кируне у Шведској. Оклевање владе Невила Чемберлена да донесе одлуку о искрцавању британских трупа у Нарвику због страха од америчке реакције с обзиром на норвешку неутралност омогућила је Немачкој да припреми и изведе војну операцију у којој је окупирала Данску и Норвешку. Британске снаге су се ипак искрцале код Нарвика и потиснуле немачке снаге из града. Међутим, како је Француска била пред поразом, а припреме за евакуацију Британског експедиционог корпуса у току ове трупе су повучене из Норвешке како би биле ангажоване на одбрани британских острва и како би подржале ратне напоре у Француској.
Упркос неуспеху операција у Норвешкој након Чемберленове оставке 1940. године Черчил је изабран за премијера и формирао је владу састављену од представника свих политичких странака. Као одговор на свеопшту критику на рачун владе која се односила на непостојање конкретне министарске функције која би се бавила искључиво вођењем рата Черчил је успоставио и одмах заузео додатну функцију Министра рата. Одмах након тога поставио је свог доброг пријатеља и повереника, индустријалца и новинара Лорда Бивербрука на функцију са које је руководио целокупном ваздухопловном индустријом. Управо Бивербрукова запањујућа пословна способност омогућила је Британији да за кратко време значајно убрза и повећа производњу постојећих и конструисање нових типова авиона што је имало значајног утицаја на даљи ток рата.
Черчилови говори инспирисали су поражену јавност Уједињеног Краљевства на наставак борбе. Први говор који је Черчил одржао као премијер је остао запамћен као један од његових најбољих говора у којем се енглеском народу обратио са речима: „Могу вам понудити само крв, зној и сузе“. Убрзо затим одржао је још два позната говора непосредно пред почетак битке за Британију. Први говор садржао је ове бесмртне речи: „Бранићемо наше острво, без обзира на цену, борићемо се на плажама, борићемо се на десантним зонама, борићемо се на пољима и на улицама, борићемо се у брдима; никада се нећемо предати." Други говор је такође садржао његове познате речи: „Зато прионимо на наше обавезе, учинимо крајњи напор како би уколико Британска Империја и Комонвелт потрају хиљаду година људи без размишљања говорили 'То је био њихов најславнији час.'" На врхунцу битке за Британију његово одлично познавање одбрамбених напора британског краљевског ратног ваздухопловства било је овековечено у једној чувеној реченици: „Никада у историји људског ратовања није се догодило да велики број појединаца дугује толико много тако малом броју људи“ притом мислећи на енглеске пилоте од чије победе у бици за Британију је зависила судбина Енглеске.
Његови одлични односи са Френклином Д. Рузвелтом обезбедили су Уједињеном Краљевству испоруке значајне количине ратног материјала који је транспортован бродским конвојима преко северног Атлантског океана. Управо из тих разлога Черчил је осетио велико олакшање када је Рузвелт по трећи пут изабран са америчког председника. Одмах по реизбору Рузвелт је иницирао успостављање специјалних економских односа са Уједињеним Краљевством који су омогућили да се Енглеској обезбеди потребан ратни материјал без надокнаде као и транспортни бродови и то без плаћања пореза. Једноставно речено Рузвелт је убедио амерички Конгрес да се цена коју Енглеска плаћа састоји у одбрани Америке и њених интереса; и тако је настао Закон о зајму и најму. Черчил је имао 12 састанака на највишем нивоу са Рузвелтом који су резултовали доношењем Атлантске повеље, прве европске стратегије, Декларације Уједињених нација као и других ратних и политичких одлука. Черчил је такође иницирао и стварање Управе за специјалне операције под руководством министра ратне индустрије Хјуа Далтона који је са запаженим успехом организовао партизански отпор и субверзивне акције на окупираним територијама у Европи; као и командосе који ће касније постати шаблон за формирање специјалних снага у армијама широм света. Руси су Черчилу због његове упорности и тврдоглавости дали надимак „Британски булдог“.
Упркос успешном вођењу рата неки Черчилови поступци изазвали су контроверзу. Черчил је у великој мери био индиферентан, а можда и сагласан са изазивањем Велике Бенгалске глади 1943. године због које је умрло 2,5 милиона Бенгалаца. Након успешног освајања Британске Бурме јапанске снаге запретиле су Британској Индији. Сматра се да је одсуство британске помоћи изгладнелима у Бенгалу било део смишљене политике „спаљене земље“ како би се у случају успешне јапанске инвазије овај проблем натоварио непријатељу на врат. Черчил је такође подржао и бомбардовање Дрездена непосредно пред крај рата упркос томе што је град имао мали војни значај али је зато био претворен у велико прихватилиште за немачке избеглице са истока које су се повлачиле пред напредовањем Црвене армије.
Черчил је био један од главних учесника преговора који ће поново исцртати послератне границе у Европи и Азији. Преговори на ту тему започети су почетком 1943. године. Предлози споразума о европским границама били су озваничени од стране Харија С. Трумана, Черчила и Стаљина на конференцији у Потсдаму.
Део споразума који се односио на границе Пољске као и на њену границу са Совјетским Савезом и Немачком сматрао се издајничким зато што је био закључен противно ставовима званичне Пољске владе у егзилу. Черчил је сматрао да је једини начин да се отклони тензија између ове две нације да се изврши размена становништва у пограничним крајевима. Трансфер становништва је на крају спроведен на начин који је за последицу имао патњу и смрт великог броја људи. Черчил је био велики противник анексије Пољске од стране Совјетског Савеза. У својим делима жестоко се успротивио анексији али није био у могућности да је спречи.

## После Другог светског рата
Иако је значај улоге Винстона Черчила у Другом светском рату био неоспоран успео је да створи многе непријатеље у својој домовини. Јавно се успротивио бројним популарним идејама као што је обезбеђење здравственог осигурања и бољег школовања за највећи део популације што је изазвало велико незадовољство у народу, а нарочито у оним слојевима који су активно учествовали у Другом светском рату. На првим послератним изборима Черчил је претрпео тежак пораз од кандидата Лабуристичке партије Клемента Атлија. Неки историчари сматрају да је став британског народа био да политичар који тако добро води државу у рату неће моћи да је исто тако добро води и у миру. Други пак тврде да су поражавајући резултати на изборима последица не негативног става према Черчиловој личности већ лоших резултата владавине Конзервативне партије остварених тридесетих година за време Болдвина и Чемберлена.
Черчил је био један од првих заступника пан-европејства које је временом довело до формирања Европског јединственог тржишта и касније Европске уније (због чега је једна од три главне зграде Европског парламента названа по његовом имену). Черчил је такође био заслужан и за именовање Француске за сталног члана Савета безбедности Уједињених нација.
На почетку Хладног рата први је употребио израз „гвоздена завеса“ који је првобитно сковао Јозеф Гебелс. Овај израз ушао је у широку употребу 1946. године након говора у Вестминстер колеџу у Мисурију када је Черчил, који је иначе био гост Харија С. Трумана изјавио: „Од Шћећина на Балтику до Трста на Јадранском мору спустила се гвоздена завеса на континент. Иза ове линије се налазе све престонице древних држава централне и источне Европе. Варшава, Берлин, Праг, Беч, Будимпешта, Београд, Букурешт и Софија, сви ови познати градови и њихово становништво су део територије коју сада морамо звати Совјетском интересном сфером“.

## Други мандат
У послератним годинама Черчил је био неуморни вођа конзервативне опозиције. После пораза лабуриста на општим изборима 1951. године поново је постао премијер. Била је то трећа влада коју је формирао и у којој ће остати све до своје оставке 1955. године. Током овог периода обновио је специјалне односе између Британије и САД и активно је учествовао у формирању послератног поретка.
Његова унутрашња политика међутим остала је у сенци читаве серија спољно-политичких криза које су делимично биле последица сталног опадања Британске војске и империјалног престижа и моћи. Како је био један од најјачих заступника Британије као интернационалне силе Черчил је често у оваквим ситуацијама примењивао директну акцију.

## Последњи дани
Свестан свог лошег физичког и менталног стања Черчил се повукао са места премијера 1955. године. На месту премијера заменио га је Ентони Идн. Пензионерске дане проводио је у Чартвелу и на југу Француске.
Године 1963, на основу конгресног акта председник САД Џон Ф. Кенеди прогласио је Черчила за првог почасног грађанина САД. Черчил је био сувише болестан да би присуствовао церемонији у Белој кући због чега су његов син и унук примили награду уместо њега.
Дана 15. јануара 1965. године Черчил је доживео још један мождани удар који је оставио тешке последице. Преминуо је девет дана касније 24. јануара 1965. године тачно 70 година од дана смрти његовог оца. Његов погреб био је највеће окупљање државних представника из преко 100 земаља, председника држава и чланова краљевских породица.
По његовој жељи сахрањен је на породичној парцели у дворишту цркве Свети Мартин у Бледону близу Вудстока недалеко од места његовог рођења у Бленхејму.

## Признања
Одмах после Другог светског рата и пораза на изборима Черчилу је понуђено место у Горњем дому и титула првог Војводе од Лондона. Надајући се да његова политичка каријера још увек није готова Черчил је одбио понуђену част.
Године 1953. је добио два важна признања: проглашен је за Витеза подвезице (поставши Сер Винстон Черчил) и добио је Нобелову награду за књижевност "за умешност у изношењу историјских и библиографских описа као и за бриљантно говорничко умеће које је користио у одбрани узвишених људских вредности". У јуну исте године Черчил је доживео мождани удар због чега му је десна страна тела остала парализована. Због лошег здравственог стања повукао се са политичке сцене 5. априла 1955. године али је задржао положај канцелара Универзитета у Бристолу.
Године 1956. добио је "Karlspreis" (Шарлемањ награду) награду коју му је доделио немачки град Ахен као особи која је највише допринела европској идеји и европском миру.
Неколико следећих година ревидирао је и коначно објавио књигу Историја народа енглеског говорног подручја у четири тома. 1959. године Черчил је добио титулу "Father of the House" - Отац дома, поставши посланик са најдужим непрекидним мандатом још од 1924. године. На овој функцији остао је све до свог повлачења из Доњег дома 1964. године када је титула „Оца дома“ пренета на Реба Батлера.